# Leona Woods
Leona Harriet Woods (La Grange, Illinois, 9 de agosto de 1919-Santa Mónica, California, 10 de noviembre de 1986) fue una física especializada en altas energías, única mujer que formó parte del equipo que construyó el primer reactor nuclear, el Chicago Pile-1. Participó también en el Proyecto Manhattan, programa que produjo la primera bomba atómica.

## Biografía
Leona Harriet Woods nació en una granja en La Grange, Illinois, el 9 de agosto de 1918, la segunda de cinco hijos de Weightstill Arno Woods, un abogado, y su esposa Mary Leona Holderness Woods. Tenía dos hermanas y dos hermanos. Se licenció en Ciencias Químicas en la Universidad de Chicago en 1938, a la edad de 18 años.
En una conferencia le pidió al  Nobel James Franck trabajar con él para preparar su postgrado. Franck le contestó que “siendo mujer no debía estudiar Química, ya que se moriría de hambre”. Sin embargo Robert Mulliken, la aceptó y junto al químico polaco Stanislaw Mrozovski supervisó su tesis On the Silicon Oxide Bands.
Todos las tardes nadaba en el lago Míchigan y así conoció a Herbert Anderson, que trabajaba para Enrico Fermi. Anderson descubrió que Woods era experta en tecnología de vacío de su investigación, y tan pronto como terminó su doctorado, la contrató para trabajar con los detectores de trifluoruro de boro utilizados para medir el flujo de neutrones.
Bajo la dirección de Enrico Fermi se unió al proyecto Chicago Pile-1 donde Leona desarrolló los contadores geiger utilizados para los análisis realizados durante la experimentación del reactor.

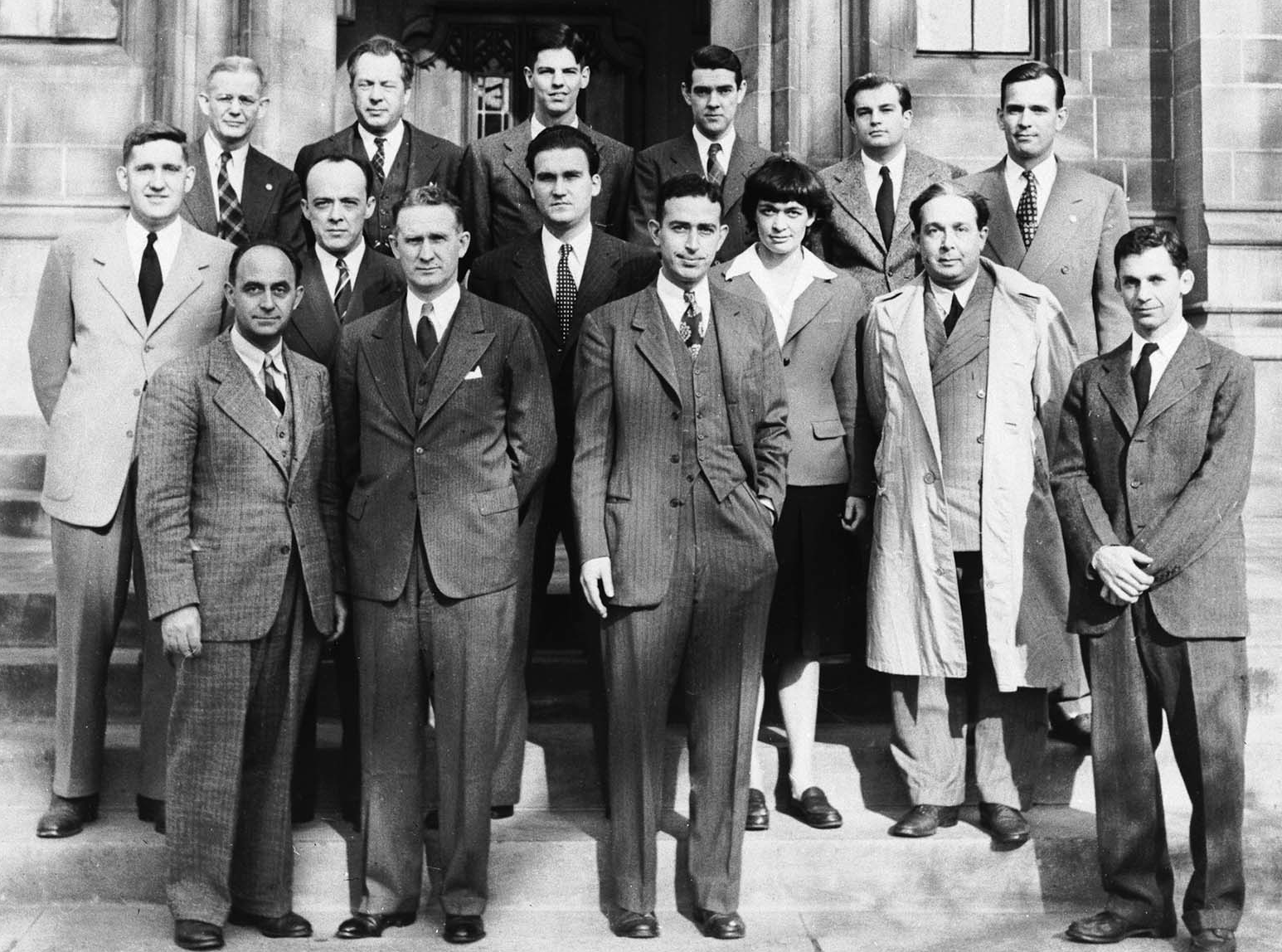
El equipo de Chicago Pile-1. Leona Woods es la única mujer.

Después de la guerra Woods se convirtió en investigadora en el Instituto Fermi de Estudios Nucleares donde trabajó en el reactor de agua pesada Chicago Pile 3. Más tarde trabajó en el Instituto de Estudios Avanzados de Princeton en 1957, en el Laboratorio Nacional Brookhaven y finalmente en la Universidad de Nueva York, donde se convirtió en profesora en 1962.
Tres años después, se convirtió en profesora en la Universidad de Colorado, investigando física, astrofísica y cosmología de alta energía. Luego se convirtió en miembro del personal de RAND Corporation, donde trabajó hasta 1976.
Más tarde, se interesó por los problemas ecológicos y ambientales como la irradiación de alimentos como medio para eliminar bacterias. Ella propuso que, en lugar de rociarse con malatión, la fruta afectada por la mosca de la fruta podría tratarse con rayos gamma. También ideó un método para utilizar las relaciones isotópicas en los anillos de los árboles abriendo así el camino al estudio del cambio climático.
Fue una autora prolífica, que publicó más de 200 artículos científicos. Mientras estaba en la Corporación RAND, escribió un artículo sobre Creación de una atmósfera en la luna (1969). Sus trabajos incluyen el autobiográfico The Uranium People (1979), una historia de la investigación atómica temprana.
Se casó dos veces, la primera en 1943 con John Marshall, que también trabajaba en el reactor nuclear y la segunda en 1966 con Willard Libby, quien había ganado el Premio Nobel en 1960. Con el primero tuvo dos hijos.
Leona Woods murió el 10 de noviembre de 1986 por un accidente cerebro vascular en el centro médico St.John de Santa Mónica a la edad de 67 años.

## Obras
- Creation of an atmosphere for the moon. Rand Corporation (La creación de una atmósfera en la luna), 1969
- Fifty environmental problems of timely importance. Rand Corporation (50 problemas ambientales de importancia puntual), 1970
- The Uranium People. Crane, Russak, 1979
- The upside down cosmology and the lack of solar neutrinos. 1980
- Vida y obra del Premio Nobel Willard Franck Libby, 1982
- Carbon Dioxide and Climate. Pergamon, 1982
- Past Climates: Tree Thermometers, Commodities, and People. Texas: University of Texas, 1983